# Список островів Балтійського моря
Нижче приведений список найбільших островів Балтійського моря.
| #   | Острів         | Країна           | Площа, км² | Населення |
| --- | -------------- | ---------------- | ---------- | --------- |
| 1.  | Готланд        | Швеція           | 2994       | 68224     |
| 2.  | Сааремаа       | Естонія          | 2673       | 40312     |
| 3.  | Еланд          | Швеція           | 1342       | 23000     |
| 4.  | Лолланн        | Данія            | 1243       | 68224     |
| 5.  | Гіюмаа         | Естонія          | 989        | 10000     |
| 6.  | Рюген          | Німеччина        | 935        | 73000     |
| 7.  | Борнхольм      | Данія            | 588        | 44100     |
| 8.  | Узедом (Узнам) | Німеччина Польща | 445        | 76500     |
| 9.  | Волін          | Польща           | 265        | 17000     |
| 10. | Муху           | Естонія          | 198        | 1822      |
| 11. | Фемарн         | Німеччина        | 185        | 14000     |
| 12. | Вермде         | Швеція           | 181        | ?         |

Аландські острови, (що належать Фінляндії) знаходяться на вході до Ботнічної затоки — межі Балтійського моря.
Найбільші данські острови Зеландія (7000 км², 2200 тис. осіб) та Фюн (2984 км², 400 тис. осіб) розташовані між Балтійським морем і протокою Каттегат.